# Teilwicklungsanlauf
Der Teilwicklungsanlauf, auch Part-Winding-Schaltung (PW) genannt, ist eine Methode, die bei Drehstrommotoren zur Reduzierung des Anlaufstromes eingesetzt wird.
Dieses Anlassverfahren wird in der Kältemaschinentechnik als Standardverfahren weltweit eingesetzt. Insbesondere wird es hier verwendet zur Anlaufstrombegrenzung bei halbhermetischen Verdichtern mit einer Motorleistung ab etwa drei Kilowatt.

## Schaltungsaufbau

Beschaltung

Für dieses Anlassverfahren ist ein spezieller Drehstromasynchronmotor mit getrennten Drehstromwicklungen erforderlich. Die Spulenpakete des Motors sind gegeneinander elektrisch isoliert und liegen sowohl in den Statornuten als auch im Wickelkopf parallel zueinander. Die im Stator getrennten Teilwicklungen sind intern verkettet (Sternschaltung) und jeweils auf die Bemessungsspannung ausgelegt.
Es gibt Motoren mit
- zwei gleich stark dimensionierten Wicklungssträngen (1/2 + 1/2)
- zwei unterschiedlich stark dimensionierten Wicklungssträngen (2/3 + 1/3).[8]

Die Schaltung besteht aus zwei Hauptschützen. Beim Anlauf wird nur ein Wicklungsstrang eingeschaltet. Eine Sekunde nach dem Einschalten der ersten Wicklungsgruppe wird die zweite parallel geschaltet. Zum Einschalten des zweiten Hauptschützes wird ein Zeitrelais verwendet.
Jeder Wicklungsstrang wird über einen separaten Motorschutzschalter vor Überlastung geschützt.

## Betriebsverhalten des Motors

Schematischer Stromverlauf

Das Zuschalten der zweiten Stufe erfolgt annähernd ruckfrei. insbesondere wird hierbei die Stromversorgung nicht kurzzeitig unterbrochen, wie es bei Stern-Dreieck-Anlaufschaltung unvermeidlich ist.
|                                              | Anlaufstrom {\displaystyle I_{A}} | Anlaufmoment {\displaystyle M_{A}} |
| -------------------------------------------- | --------------------------------- | ---------------------------------- |
| Wicklungsstränge gleich stark (1/2 + 1/2)    | ca. 65 %                          | ca. 50 %                           |
| Wicklungsstränge unterschiedlich (2/3 + 1/3) | ca. 75 %                          | ca. 65 %                           |

Da in der Anlaufphase nur die erste Teilwicklung eingeschaltet ist, kommt es zu einer asymmetrischen Feldverteilung. Diese wiederum verursacht zusätzliche Oberfelder mit entsprechenden Oberfeldmomenten. Dadurch wird unter Umständen ein vollständiger Hochlauf des Motors verhindert, er kann während der Hochlaufphase bei einer Satteldrehzahl hängenbleiben. Dieses Verhalten macht sich insbesondere bei Motoren mit gleich stark dimensionierten Wicklungssträngen bemerkbar.

## Vor- und Nachteile
Verglichen mit der Stern-Dreieck-Anlaufschaltung ergeben sich folgende Vor- und Nachteile:
Vorteile
- geringerer Aufwand an Schaltgeräten
- besseres Anlaufmoment
- günstige Anlaufeigenschaften
- ruckfreies Umschalten[6]
- weniger Bauteile (2 Netz-Schütze)
- keine Umschaltstromspitze

Nachteile
- Spezialmotoren erforderlich
- höherer Anlaufstrom (als mit der Stern-Dreieck-Anlaufschaltung, vgl. Abb.)
- Motor kann bei einer Satteldrehzahl hängen bleiben.[2]